# Spomenik Ivanu Cankarju, Vrhnika
Spomenik Ivanu Cankarju na Vrhniki stoji na Cankarjevem trgu v središču mesta, ob križišču Tržaške ceste in ceste, ki vodi proti Verdu na jugu ter Stari Vrhniki na severu. Celopostavni bronast kip avtorja Ivana Jurkoviča, odkrit leta 1930, prikazuje pisatelja Ivana Cankarja v sedečem, zamišljenem položaju s prekrižanimi nogami in roko, ki podpira brado. Postavljen je na preprost kamnit podstavek, v katerega je vklesan napis »CANKAR«, in obdan s kamnitim zidom ter nizko kovinsko ograjo.

## Ozadje nastanka
Cankar je že ob svoji smrti konec leta 1918 veljal za enega največjih slovenskih pisateljev, zato je bil že naslednje leto ustanovljen odbor, ki je bil zadolžen za iskanje možnosti za dostojno spominsko obeležje. Po dolgotrajnem prerekanju, tako znotraj odbora kot v časnikih, je bila izbrana sedanja lokacija. V zbiranje sredstev se je aktivno vključila tudi slovenska izseljenska skupnost v Detroitu, kjer je bil prav tako ustanovljen odbor.
Za sam kip je odbor razpisal natečaj, na katerega je prispelo 21 osnutkov desetih avtorjev. Razstavljeni so bili 24. novembra 1929 v prostorih sosednje Kmetske posojilnice. Odbor je med prispelimi osnutki izbral Jurkovičevega »Misleca«. Odločitev so utemeljili z mnenjem domačinov, ki da jih najbolj spominja na dejansko Cankarjevo podobo, zaradi česar je izbruhnil spor s strokovno komisijo, ki je izbrala kip »Popotnik« Lojzeta Dolinarja in predlagala tudi nekoliko drugačno lokacijo – pred pročeljem Črnega orla na drugi strani trga, kjer je bila nekoč čitalnica. Novice o sporu so dosegle tudi ameriške rojake, ki so zaradi tega oklevali s pošiljanjem zbranih sredstev. Kljub vsemu je odločitev odbora na koncu obveljala v vseh pogledih.

## Odkritje
Za slavnostno odkritje kipa je odbor izbral datum sredi poletja, da bi se je lahko udeležili tudi zdomci, ki so v ta namen zares pripotovali iz ZDA v znatnem številu.
Slovesnosti so se začele že v soboto, 9. avgusta 1930, s koncertom vrhniške godbe in bakljado ter slavnostno akademijo v Rokodelskem domu. Naslednje jutro je prispela množica od blizu in daleč, tudi z vlakom iz Ljubljane, s takratne postaje je šel slavnostni sprevod k cerkvi sv. Trojice, kjer je maševal pisateljev brat Karlo Cankar, sicer službujoč v Sarajevu. Slovesnost se je nadaljevala z odkritjem spominske plošče na pisateljevi spominski hiši, nato pa še dopoldan z odkritjem samega spomenika. Udeležili so se ga številni predstavniki oblasti in kulturnih ustanov, med drugim podban Dravske banovine Otmar Pirkmajer, rektor ljubljanske univerze Metod   Dolenc, Josip Vidmar iz Slovenske matice in drugi. Med govorniki sta bila predsednik odbora za postavitev Fran Jurca in pisatelj Fran Saleški Finžgar. Po odkritju so predstavniki raznih društev, kulturnih ustanov in oblasti ob kip položili vence, sledil je slavnostni banket za povabljence v Rokodelskem domu, zvečer pa veselica z godbo za širšo javnost.
Ob odkritju je v organizaciji odbora izšla tudi serija razglednic z motivi prireditve in Cankarjev portret, ki ga je narisal Franc Kopač.